# Avellinia festucoides
Avellinia festucoides es una especie de planta herbácea perteneciente a la familia de las poáceas.

## Taxonomía
La especie fue descrita inicialmente como Bromus festucoides por Heinrich Friedrich Link y publicada en Journal für die Botanik 2: 315, en 1800, actualmente, es tanto un sinónimo como el basónimo de esta; y ulteriormente, sería transferida al género Avellinia por Benito Valdés Castrillón y Hildemar Wolfgang Scholz en Willdenowia 36(2): 662, en 2006.

#### Etimología
Véase: Avellinia
festucoides: epíteto que combina el nombre del género Festuca y el sufijo griego οιδες (-oides); "semejanza"; propiamente "semejante a Festuca", refiriéndose a la similitud en la apariencia de la planta con las especies de susodicho género.